# Chelsy
Chelsy is een Belgische stripreeks van scenarist Jean Dufaux en tekenaar Éric Joris. De reeks werd ingekleurd door Jean-Jacques Chagnaud.
Het eerste nummer verscheen in 1990 bij uitgeverij Delcourt. In 1992 verscheen de reeks in het Nederlands.